# Kabinett Scheidemann

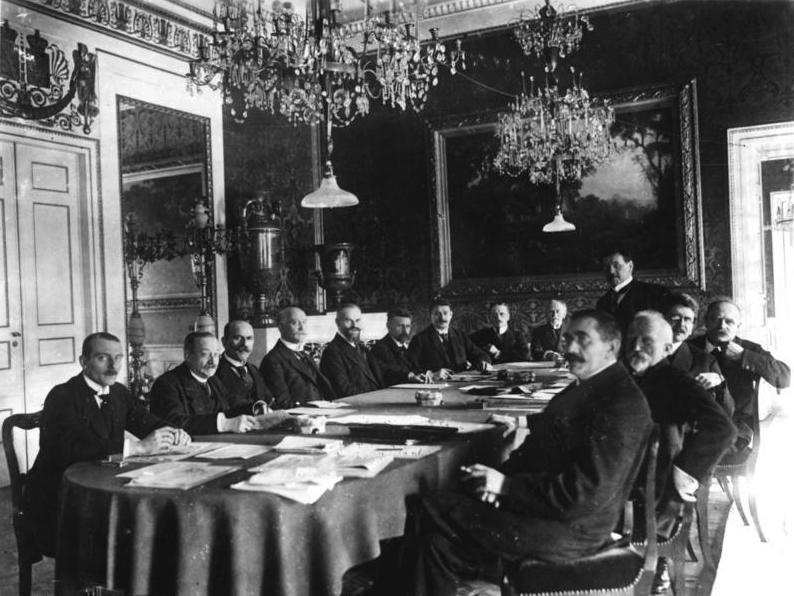
Erste Kabinettssitzung des Kabinetts Scheidemann am 13. Februar 1919 in Weimar. V.l.: Ulrich Rauscher, Pressechef der Reichsregierung, Robert Schmidt, Ernährung, Eugen Schiffer, Finanzen, Philipp Scheidemann, Reichsministerpräsident, Otto Landsberg, Justiz, Rudolf Wissell, Wirtschaft, Gustav Bauer, Arbeit, Ulrich von Brockdorff-Rantzau, Auswärtiges, Eduard David ohne Portefeuille, Hugo Preuss, Inneres, Johannes Giesberts, Post, Johannes Bell, Kolonien, Georg Gothein, Schatz, Gustav Noske, Reichswehr

Das Kabinett Scheidemann war das erste Kabinett der Reichsregierung in der Zeit der Weimarer Republik. Es trat am 13. Februar 1919 zum ersten Mal zusammen. Es war verantwortlich bis 20. Juni 1919, es folgte das Kabinett Bauer. Das Kabinett Scheidemann war mit inneren Unruhen und der Frage nach der Annahme der alliierten Bedingungen des Friedensvertrags von Versailles konfrontiert. Da Philipp Scheidemann eine Unterzeichnung ablehnte, trat er zurück. Dies bedeutete das Ende des Kabinetts.

## Regierungsbildung
Aus der Wahl zur Deutschen Nationalversammlung am 19. Januar 1919 ging die SPD mit 37,9 % als stärkste Partei hervor. Die USPD kam auf 7,6 % der Stimmen. Die stärkste bürgerliche Partei war die DDP mit 18,5 %, Zentrum und Bayerische Volkspartei kamen zusammen auf 19,7 %. Die DNVP kam auf 10,3 % und die DVP auf nur 4,4 %.
Gegen die SPD war eine Regierungsbildung kaum denkbar. Aber anders als von den einen gehofft und von den anderen befürchtet, war eine sozialistische Mehrheitsregierung nicht möglich. Eine sozialistische Minderheitsregierung war aber denkbar unrealistisch. Diese hätte unter ständigem Druck der bürgerlichen Opposition gestanden, und zudem waren die Gegensätze zwischen SPD und USPD zu groß. Denkbar wäre auch eine Regierung von SPD und DDP gewesen. Aber da die Demokraten befürchteten, von dem stärkeren Partner dominiert zu werden, lehnten sie diese Möglichkeit ab und brachten das Zentrum als dritten Koalitionspartner mit ins Spiel. Diese Weimarer Koalition bedeutete die Neuauflage der Zusammenarbeit im letzten Reichskabinett des Prinzen von Baden aus dem Oktober 1918. Die SPD machte zur Bedingung, dass die Koalitionspartner „die rückhaltlose Anerkennung der republikanischen Staatsform, eine Finanzpolitik mit scharfer Heranziehung von Vermögen und Besitz und tiefgreifende Sozialpolitik und Sozialisierung der hierzu geeigneten Betriebe“ mittragen würden. Mit der DDP wurde die SPD schnell einig. Im Zentrum gab es durchaus Stimmen, die eine Koalition mit der SPD ablehnten. Vor allem Matthias Erzberger ist gelungen, eine Mehrheit für die Beteiligung in der Zentrumsfraktion zu organisieren.
Vorübergehend setzte nach der Wahl zur Nationalversammlung der Rat der Volksbeauftragten seine Regierung fort, bis am 11. Februar Friedrich Ebert zum vorläufigen Reichspräsidenten ernannt wurde, der Philipp Scheidemann mit der Regierungsbildung beauftragte.

## Kompetenzen

Schaubild zum Gesetz über die vorläufige Reichsgewalt vom 10. Februar 1919

In verfassungsrechtlicher Hinsicht unterschied sich die Regierung von ihren Vorgängern und Nachfolgern. Sie wurde nach dem Gesetz über die vorläufige Reichsgewalt gebildet. Viele Bestimmungen darin waren unklar. Ein großer Unterschied zu den Vorgänger- und Nachfolgekabinetten bestand darin, dass es sich um ein reines Kollegialorgan handelte. Der Ministerpräsident hatte keinerlei herausgehobenen Kompetenzen. Tatsächlich wurde er nicht einmal im Gesetz erwähnt. Erst in dem Erlass des Reichspräsidenten betreffend die Errichtung und Bezeichnung der obersten Reichsbehörden vom 21. März 1919 wurde die Position erwähnt. Der Reichsministerpräsident war daher eigentlich nur Moderator und Diskussionsleiter. Im Übrigen hatte es im Kaiserreich im Grunde nur den Reichskanzler als Reichsminister gegeben. Nunmehr waren dessen Kompetenzen auf die verschiedenen Minister aufgeteilt. 
Für ihre Ministerien waren die Ressortchefs selbst verantwortlich. Durch die Konstruktion waren Streitigkeiten zwischen den Ministerien und den Ministern vorprogrammiert. Unklar war auch, wer die „Geschäfte des Reiches“ führte. Im Gesetz über die vorläufige Reichsgewalt war dies der Reichspräsident. In dem Erlass vom 21. März war dies jedoch das Reichsministerium.
Die Reichskanzlei war ein bloßes Hilfsorgan des Ministerpräsidenten und des Kabinetts insgesamt, war aber kein Instrument, um den Einfluss Scheidemanns gegenüber den anderen Ministern zu erhöhen. Anfangs war Curt Baake, früher sozialdemokratischer Journalist, Leiter der Reichskanzlei. Ihm folgte am 3. März der Laufbahnbeamte Heinrich Albert.

## Zusammensetzung des Kabinetts

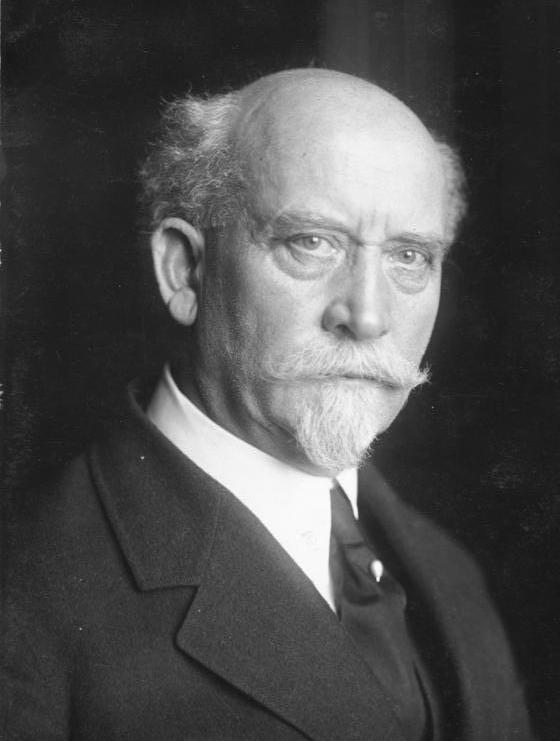
Philipp Scheidemann

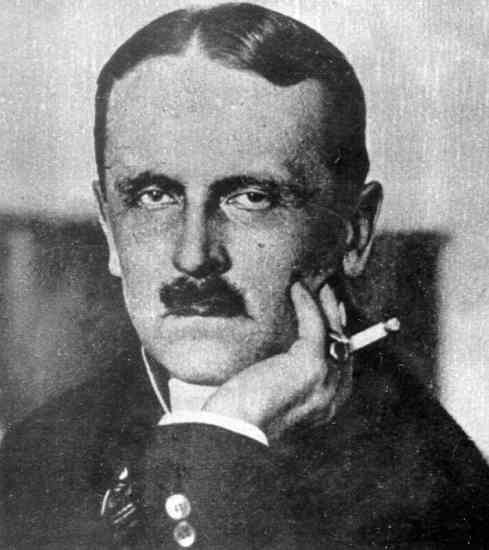
Ulrich von Brockdorff-Rantzau (1918)

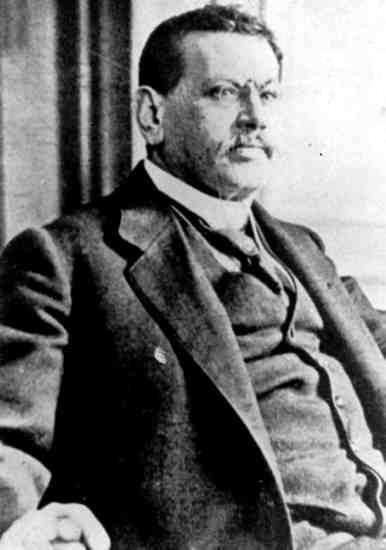
Hugo Preuß

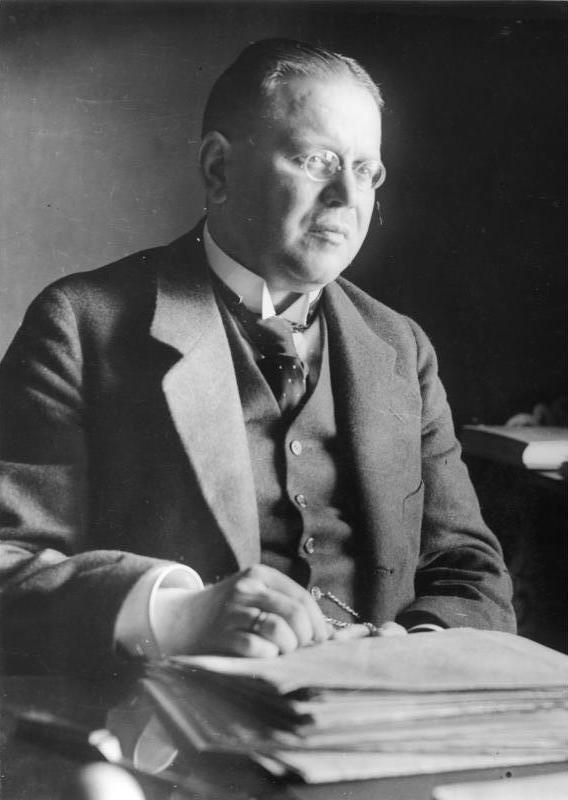
Erzberger 1919 als Abgeordneter der Weimarer Nationalversammlung

Statt des traditionellen Titels Reichskanzler war Scheidemanns Amtsbezeichnung Präsident des Reichsministeriums oder Reichsministerpräsident. Die Ernennung Scheidemanns war völlig unumstritten. Scheidemann war ein guter Redner, aber eher konfliktscheu. Er sah sich im Kabinett als eine Art Moderator, vermittelte bei Streitigkeiten und erwies sich als pragmatisch und undogmatisch. Im Parlament vertrat er die Grundlinien der Regierung und stellte dabei zumeist das Gemeinsame in den Vordergrund.
Es gab hinsichtlich der sozialdemokratischen Minister eine deutliche personelle Kontinuität zum letzten Rat der Volksbeauftragten. Otto Landsberg wurde Justizminister. Gustav Noske, der wohl umstrittenste sozialdemokratische Politiker, war schon im Rat der Volksbeauftragten für Militärfragen zuständig und übernahm nun das Reichswehrministerium. Rudolf Wissell vom Gewerkschaftsflügel der SPD wurde Reichswirtschaftsminister. Problematisch war, dass er als solcher einen dogmatischen Kurs mit dem Ziel von strukturellen Veränderungen in Richtung Gemeinwirtschaft verfolgte und damit auf erheblichen Widerstand im Kabinett stieß. Auch Gustav Bauer kam aus den Gewerkschaften und hatte sich als Experte für den Arbeitsschutz hervorgetan. Bereits im Kabinett von Max von Baden leitete er das neue Reichsarbeitsministerium, dem er auch während der Revolution und in der Regierung Scheidemann vorstand. Ähnliches galt auch für Robert Schmidt, der 1918 Unterstaatssekretär im Reichsernährungsamt gewesen war und nun das Reichsernährungsministerium übernahm. Eduard David galt vor dem Krieg als einer der führenden Köpfe des revisionistischen Flügels der SPD. Er war 1918 Unterstaatssekretär im Auswärtigen Amt gewesen und hatte zusammen mit Karl Kautsky begonnen, die Kriegsschuldfrage zu untersuchen. Als Minister ohne Portefeuille blieben Friedens- und Kriegsschuldfrage seine Hauptaufgabe.
Das Zentrum hatte mit Matthias Erzberger, Johannes Bell und Johannes Giesberts drei Minister im Kabinett Scheidemann. Matthias Erzberger kam aus den christlichen Gewerkschaften und hatte in der Endphase des Krieges als Staatssekretär und Leiter der deutschen Waffenstillstandskommission eine wichtige Rolle gespielt. Als Minister ohne Geschäftsbereich war er weiterhin mit den Friedensverhandlungen betraut und war darüber hinaus eine der zentralen Figuren des Kabinetts. Bell übernahm das Reichskolonialministerium und Giesberts das Reichspostministerium. Beide spielten aber kaum eine nennenswerte Rolle in der Regierung.
Von der DDP gehörten Hugo Preuß, Georg Gothein und Eugen Schiffer dem Kabinett an. Preuß war Professor für Staatsrecht und seit November 1918 Staatssekretär im Reichsamt des Inneren. Er war mit dem Entwurf der neuen Reichsverfassung beauftragt und war im Kabinett Scheidemann Innenminister. Dort spielte er über selten behandelte Verfassungsfragen hinaus kaum eine Rolle und ließ sich bei den Sitzungen meist vertreten. Gothein war Handelskammersyndikus gewesen und im Kabinett Scheidemann zunächst Minister ohne Geschäftsbereich, dann Reichschatzminister. Er spielte im Kabinett eine Rolle als liberales, marktwirtschaftliches Gegengewicht zu Wissell. Schiffer hatte früher den Nationalliberalen angehört und hatte schon im Kaiserreich Karriere in der Regierung als Staatssekretär des Reichsschatzamtes gemacht. Vor allem als Finanzfachmann, weniger als Parteivertreter wurde er ins Kabinett berufen. Er trat im April 1919 zurück. Seine Nachfolge trat Bernhard Dernburg an, der im Kaiserreich Staatssekretär im Reichskolonialamt gewesen war.
Obwohl Ulrich Graf Brockdorff-Rantzau nicht der DDP angehörte, wurde der Berufsdiplomat dieser Partei zugerechnet. Er wurde zum Außenminister berufen. Keiner Partei zugeordnet war Oberstleutnant Joseph Koeth, als Sachkenner Reichsminister für wirtschaftliche Demobilmachung. Mit dem Ende der Demobilmachung und der Auflösung seines Ministeriums trat er am 30. April 1919 zurück. Der preußische Kriegsminister Oberst Walther Reinhardt gehörte dem Kabinett an, hatte aber dort kein Stimmrecht. Der Leiter des Marineamtes Vizeadmiral Maximilian Rogge hatte offiziell weder Sitz noch Stimmrecht, nahm aber dennoch ständig an den Sitzungen teil. Nach Auflösung des Reichsmarineamtes und Gründung der Admiralität trat im März 1919 Konteradmiral Adolf von Trotha an seine Stelle und wurde auch offiziell Mitglied des Kabinetts.

## Verfassungsordnung
In die Zeit des Kabinetts Scheidemann fiel die grundlegende Entscheidung über die zukünftige politische Ordnung. Verfassungsfragen spielten in den Kabinettssitzungen aber nur eine geringe Rolle. Das Ringen um die Gestalt der Verfassung konzentrierte sich auf die Nationalversammlung und insbesondere auf den Verfassungsausschuss. Nur Einzelfragen wie die Übertragung der Eisenbahnen in Reichsverantwortung oder die Einbeziehung der Arbeiterräte in die Verfassung wurden im Kabinett stärker thematisiert. Dabei gelang es gegen den Widerstand Bayerns und des preußischen Ministers Wilhelm Hoff die Übertragung der Eisenbahnen auf das Reich durchzusetzen. Die Einbeziehung der Arbeiterräte in die Verfassung war in den vom Kabinett gebilligten Verfassungsentwürfen von Hugo Preuß nicht vorgesehen. Aber die Regierung sah sich zeitweise auf Druck der Arbeiter zu Zugeständnissen gezwungen. Im Zuge der der Debatte wurde die Frage dann aber immer weiter entschärft. Vom Machtanspruch der Räte war im §165 kaum etwas übrig geblieben.

## Revolutionäre Unruhen
Vordringliche Aufgabe der Regierung war die Sorge um die Lage im Inneren. Ein Großteil der Bevölkerung litt unter der Teuerung und Versorgungsschwierigkeiten. In die Zeit des Kabinetts Scheidemann fiel eine zweite revolutionäre Phase.
Es gab separatistische Bewegungen sowohl im Westen wie im Osten des Reiches. Problematisch für die Bekämpfung dieser Tendenzen im Rheinland war, dass die Regierung in den besetzten Gebieten nur über einen begrenzten Einfluss verfügte. Auch in der Provinz Posen gab es Bestrebungen, sich vom Reich zu lösen. Militärisch war Posen völlig in polnischer Hand. Es kam zu Grenzkonflikten, und der Regierung drohte die Gefahr, dass die deutsche Bevölkerung dort eigenmächtig handeln könnte.
In großen Streikwellen versuchten Arbeiter vor allem im Ruhrgebiet zusätzlich zu den Errungenschaften der Novemberrevolution weitere Ziele durchzusetzen (Sozialisierungsbewegung im Ruhrgebiet). Lohnbewegungen und Forderungen nach Arbeitszeitverkürzung verbanden sich dabei mit grundsätzlichen Fragen der Herbeiführung eines Rätesystems oder der Sozialisierung der Industrie. Dem großen Streik im Januar folgten weitere im Februar und April. Die Ziele und Träger waren dabei unterschiedlich. Eine nicht unbedeutende Rolle spielten dabei Syndikalisten und Kommunisten. Da die Bewegungen teilweise mit Gewalttätigkeiten verbunden waren, musste es zu einer Konfrontation mit der Regierung Scheidemann kommen. Diese setzte dabei zur Bekämpfung der vermeintlich „bolschewistischen Gefahr“ nicht zuletzt auf politisch meist weit rechts stehende Freikorps. Mit Verhandlungen und Gewalt wurde die Streikbewegung niedergeschlagen.
Vor allem vom linken Flügel der USPD getragen, kam es auch in Mitteldeutschland zu einer Bewegung, die eine stärkere Mitbestimmung der Arbeiter in den Betrieben forderte. Nachdem Verhandlungen gescheitert waren, kam es Ende Februar zum Generalstreik, an dem sich drei Viertel der Arbeiter in Mitteldeutschland beteiligten. Die Regierung reagierte darauf mit einer Doppelstrategie. Einerseits ließ sie Halle an der Saale militärisch besetzten und andererseits versprach sie den Forderungen durch Einführung von Betriebsräten entgegenzukommen. Auf Basis der Empfehlungen der Sozialisierungskommission versprach sie, eine Sozialisierung des Kohle- und Kalibergbaus durchzuführen. Auf dieser Basis konnte der Generalstreik in Mitteldeutschland Anfang März beendet werden.
Auch in Berlin begann am 4. März ein Generalstreik. Dieser war aber deutlich politischer als in den beiden anderen genannten Gebieten. Hier ging es um die Umsetzung von Beschlüssen des Reichsrätekongresses. Nachdem sich Mehrheitssozialdemokraten, USPD und Gewerkschaften vom Streik zurückgezogen hatten, wurde der Streik nur noch von der KPD getragen. Vor allem Gustav Noske trug die Verantwortung dafür, dass die Berliner Märzkämpfe mit Gewalt niedergeschlagen wurden. Etwa 1000 Personen fielen den Kämpfen zum Opfer, darunter auch zahlreiche Unbeteiligte und Unbewaffnete.

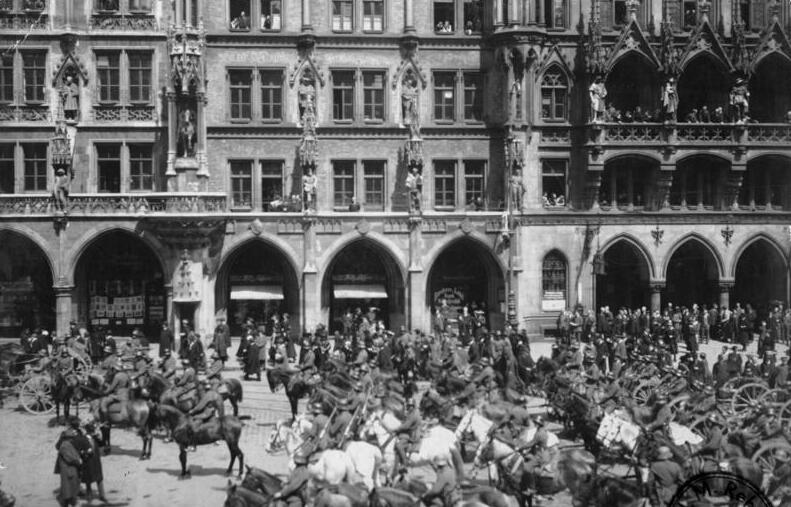
Einmarsch von Regierungstruppen in München

In dieser Zeit entstanden in verschiedenen Teilen des Reiches Räterepubliken, die die zentrale Regierung nicht anerkannten. Darunter war die Bremer Räterepublik. Das bekannteste Beispiel war die Münchner Räterepublik, die nach der Ermordung des Ministerpräsidenten Kurt Eisner am 21. Februar entstand und verschiedene Phasen durchlief. Die erste Phase dauerte vom 7. bis 13. April. Die Räterepublik wurde vor allem von Intellektuellen getragen. Dem folgte eine kommunistisch dominierte Phase. Gegen die drohende Zerschlagung durch die Zentralregierung bildete sich eine Rote Armee. Tatsächlich befahl Noske Regierungstruppen und Freikorps, gegen die Räterepublik gewaltsam vorzugehen. Geschwächt auch durch innere Streitigkeiten ihrer Anhänger, wurde die Bewegung von den Truppen niedergeschlagen. Dabei verloren hunderte Menschen, darunter auch zahlreiche Zivilisten, ihr Leben. In München gab die Rätebewegung der politischen Rechten und dem Antisemitismus Auftrieb. Mit der Niederschlagung der Münchener Räterepublik endete die zweite Phase der Revolution.

## Sozialisierung der Wirtschaft?
Trotz der Versprechungen der Regierung blieb die konkrete Umsetzung der Sozialisierung eng begrenzt. Wichard von Moellendorff, Staatssekretär im Reichswirtschaftsministerium, legte ein Konzept der Gemeinwirtschaft vor, das allerdings nicht so sehr auf sozialistischen, sondern konservativen Vorstellungen beruhte. Er stellte sich eine „zugunsten der Volksgemeinschaft planmäßig betriebene und gesellschaftlich kontrollierte Volkswirtschaft“ vor. Dabei sollte das Privateigentum an Produktionsmitteln gewahrt aber öffentlich kontrolliert werden. Daneben zielte Moellendorf aber gleichzeitig auf die zunächst zeitlich beschränkte Beseitigung des Streikrechts ab. Der Minister Rudolf Wissell machte sich dieses Konzept zu Eigen.
Dagegen erhob sich auch innerhalb des Kabinetts aus unterschiedlichen Gründen heftiger Widerspruch. Robert Schmidt argumentierte, dass die Vorstellungen nur wenig mit dem Erfurter Programm der SPD zu tun hätte, das ausdrücklich die Abschaffung der privaten Produktionsmittel vorsah. Für den Liberalen Georg Gothwein lief das Konzept auf „geregelte Planwirtschaft“ und eine „Verewigung der Zwangswirtschaft in kapitalistischer-zünftlerischer Form“ hinaus.
Konkretisiert wurde die Sozialisierung durch zwei Gesetze zur Kohle- und Kaliwirtschaft. Dabei wurden die Eigentumsverhältnisse nicht in Frage gestellt, sondern Zwangssyndikate eingeführt. Im Reichskohlen- wie auch im Reichskalirat saßen zwar auch Arbeitnehmervertreter aber die Arbeitgeber hatten dort die Mehrheit. Ein weiteres Gesetz zur Sozialisierung wurde von der Nationalversammlung am 13. März beschlossen. Danach war das Reich befugt, Unternehmen per Gesetz in die Gemeinwirtschaft zu überführen.
Bezeichnend für den Umgang mit der Sozialisierungsfrage durch die Regierung war, dass sie den Bericht der Sozialisierungskommission mit der Empfehlung der Sozialisierung des Kohlebergbaus erst der Nationalversammlung zuleitete, als mit der Verabschiedung der genannten Gesetze über die Sozialisierungsfrage bereits faktisch entschieden worden war.

## Kriegsschuldfrage und Friedensvertrag

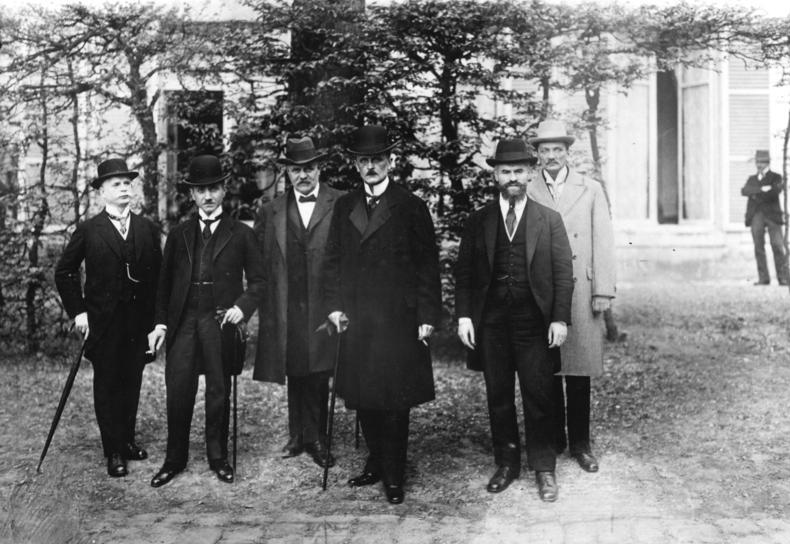
Deutsche Friedensunterhändler vor ihrer Abfahrt ins Hotel Trianon. Von links: Leinert, Melchior, Giesberts, Brockdorff-Rantzau, Landsberg, Schücking

Im März 1919 befasste sich das Kabinett in Anwesenheit von Friedrich Ebert mit der Kriegsschuldfrage. Mit Blick auf die Friedenskonferenz in Versailles war es nach Meinung des Reichspräsidenten nötig zu einer klaren Position zu kommen. Dabei sollten die Verfehlungen des kaiserlichen Regimes klar benannt werden und Ebert plädierte sogar für einen entsprechenden Prozess. Die Mehrheit des Kabinetts mit Ausnahme des ehemaligen Nationalliberalen Eugen Schiffer unterstützte dies. Im April befasste sich die Regierung erneut mit der Kriegsschuldfrage nachdem die Untersuchung von Karl Kautsky vorlag. Die Akten ließen keinen Zweifel an der Mitschuld Deutschlands am Kriegsausbruch. Während Johannes Bell sich gegen eine Veröffentlichung aussprach, plädierte Eduard David dafür. Scheidemann hat sich an der Diskussion offenbar nicht beteiligt. Das Kabinett kam in dieser Frage nicht zu einer Einigung, aber der Reichsministerpräsident empfahl vorläufig von einer Veröffentlichung abzusehen. Im Juni 1919 erschien ein „Weißbuch“ des Auswärtigen Amtes, das eher beschönigend war. Erst Ende 1919 erschienen die „Deutschen Dokumente zum Kriegsausbruch,“ ohne in nennenswerter Weise noch das öffentliche Urteil beeinflussen zu können.
Für die Alliierten stand die Kriegsschuld der Deutschen ohnehin fest, unklar muss bleiben welche Wirkung eine rechtzeitige Veröffentlichung der Dokumente gehabt hätte. In Versailles wurde der deutschen Friedensdelegation am 7. Mai 1919 die Friedensbedingungen der Alliierten übergeben. Die Reichsregierung hatte es im Vorfeld versäumt die Öffentlichkeit über mögliche harte Bedingungen vorzubereiten. Die Mehrheit hoffte immer noch auf einen vergleichsweise günstigen Verständigungsfrieden und war entsprechend empört über die harten Bedingungen. Dazu gehörten unter anderem erhebliche Gebietsverluste zu Gunsten des neuen polnischen Staates im Osten und im Westen der Verlust von Elsass-Lothringen an Frankreich. Auch die Kolonien waren endgültig verloren. Das deutsche Militärpotential sollte massiv beschnitten werden. Fortan sollte die Reichswehr nicht mehr als 100.000 Soldaten umfassen. Hinzu kamen noch nicht vollständig bezifferte Reparationsleistungen. Im Artikel 231 des Vertrages sollte Deutschland anerkennen, dass es mit seinen Verbündeten als „Urheber für alle Verluste und Schäden verantwortlich“ ist, „die die alliierten und assoziierten Regierungen und ihre Staatsangehörigen infolge des ihnen durch den Angriff Deutschlands und seiner Verbündeten aufgezwungenen Krieges erlitten haben“.
Die Regierung stand nun vor der schwierigen Frage, ob sie diese Bedingungen annehmen sollte oder nicht. Anfangs dominierten diejenigen, die eine Unterzeichnung des Friedensvertrages ablehnten. Die Ablehnungsfront schien das gesamte politische Spektrum von den Deutschnationalen bis hin zur SPD aber auch Gewerkschaften und Arbeitgeber zu umfassen. Entsprechend äußerten sich der Reichsaußenminister und auch Scheidemann. Dieser sagte in einer Versammlung: „Welche Hand müsste nicht verdorren, die sich und uns in diese Fessel legt.“
Im Kabinett lehnten vor allem die Minister der DDP die Friedensbedingungen strikt ab. Dem schlossen sich von der SPD Otto Landsberg und Gustav Bauer und vom Zentrum Johannes Giesberts an. Dabei spielte die Hoffnung eine Rolle durch eine harte Haltung doch noch eine Milderung bewirken zu können. Dagegen sprach sich Matthias Erzberger als Leiter der deutschen Friedensdelegation aber auch Eduard David und Gustav Noske aus. Sie warnten bei einer Ablehnung vor einer völligen Besetzung Deutschlands.
Innerhalb der Nationalversammlung zeigten sich die Fraktionen von SPD und Zentrum gespalten. Eine knappe Mehrheit der SPD-Fraktion erklärte sich am 12. Mai gegen die Annahme der Bedingungen. Die Situation geriet in Bewegung, als die Alliierten am 16. Juni auf die deutschen Gegenvorschläge antworteten. Dabei wurden die Bedingungen nur wenig abgemildert und hinsichtlich der Kriegsschuldfrage wurde die Haltung nicht nur bestätigt, sondern verschärft. Außerdem wurde der deutschen Seite eine Frist von fünf Tagen eingeräumt, in denen eine Entscheidung nötig wäre.
Der Außenminister Ulrich Graf Brockdorff-Rantzau und die DDP blieben bei ihrer ablehnenden Haltung. Das Zentrum wollte unter Protest zustimmen. Vor der SPD-Fraktion drohten Scheidemann und Landsberg mit Rücktritt, gleichwohl zeichnete sich auch dort eine Zustimmung ab. Dahinter stand der Bericht Noskes, dass an militärischen Widerstand nicht zu denken sei. Auch war die Versorgungslage nach wie vor katastrophal. Im Kabinett wurde heftig über die Frage der Annahme gestritten. Dabei waren Befürworter und Gegner einer Annahme gleich stark. Als die Konflikte sich im Kabinett am Abend des 19. Juni verhärteten, traten Scheidemann, Brockdorff-Rantzau und Landsberg zurück. Dies war das Ende des Kabinetts Scheidemann.

## Liste der Kabinettsmitglieder
| Kabinett Scheidemann 13. Februar 1919 bis 20. Juni 1919 | Kabinett Scheidemann 13. Februar 1919 bis 20. Juni 1919 | Kabinett Scheidemann 13. Februar 1919 bis 20. Juni 1919 | Kabinett Scheidemann 13. Februar 1919 bis 20. Juni 1919 | Kabinett Scheidemann 13. Februar 1919 bis 20. Juni 1919 |
| ------------------------------------------------------- | ------------------------------------------------------- | ------------------------------------------------------- | ------------------------------------------------------- | ------------------------------------------------------- |
| Ministerpräsident                                       |                                                         | Philipp Scheidemann                                     |                                                         | SPD                                                     |
| Stellvertreter des Ministerpräsidenten                  |                                                         | Eugen Schiffer (bis 19. April 1919)                     |                                                         | DDP                                                     |
| Stellvertreter des Ministerpräsidenten                  |                                                         | Bernhard Dernburg (ab 30. April 1919)                   | DDP                                                     |                                                         |
| Auswärtiges Amt                                         |                                                         | Ulrich Graf von Brockdorff-Rantzau                      |                                                         | parteilos                                               |
| Inneres                                                 |                                                         | Hugo Preuß                                              |                                                         | DDP                                                     |
| Justiz                                                  |                                                         | Otto Landsberg                                          |                                                         | SPD                                                     |
| Finanzen                                                |                                                         | Eugen Schiffer (bis 19. April 1919)                     |                                                         | DDP                                                     |
| Finanzen                                                |                                                         | Bernhard Dernburg (ab 30. April 1919)                   | DDP                                                     |                                                         |
| Wirtschaft                                              |                                                         | Rudolf Wissell                                          |                                                         | SPD                                                     |
| Ernährung                                               |                                                         | Robert Schmidt                                          | SPD                                                     |                                                         |
| Arbeit                                                  |                                                         | Gustav Bauer                                            | SPD                                                     |                                                         |
| Reichswehr                                              |                                                         | Gustav Noske                                            | SPD                                                     |                                                         |
| Verkehr und Kolonien                                    |                                                         | Johannes Bell                                           |                                                         | Zentrum                                                 |
| Post                                                    |                                                         | Johannes Giesberts                                      | Zentrum                                                 |                                                         |
| Schatz                                                  |                                                         | Georg Gothein (ab 21. März 1919)                        |                                                         | DDP                                                     |
| Reichsminister ohne Geschäftsbereich                    |                                                         | Eduard David                                            |                                                         | SPD                                                     |
| Reichsminister ohne Geschäftsbereich                    |                                                         | Matthias Erzberger                                      |                                                         | Zentrum                                                 |
| Reichsminister ohne Geschäftsbereich                    |                                                         | Georg Gothein (bis 21. März 1919)                       |                                                         | DDP                                                     |